# El EP
El EP es un EP de la banda argentina de thrash metal Malón, donde se reunió el grupo nuevamente pero sin su vocalista original Claudio O'Connor, publicado en abril de 2002, siendo su lugar ocupado por Eduardo Ezcurra.

## Lista de canciones
| N.º   | Título                | Duración |  |
| 1.    | «Razones conscientes» | 3:16     |  |
| 2.    | «Deshumanizado»       | 3:43     |  |
| 3.    | «Pálidas noches»      | 3:04     |  |
| 4.    | «Tendencias»          | 3:38     |  |
| 5.    | «Nido de almas»       | 4:16     |  |
| 17:57 |                       |          |  |

## Créditos
- Eduardo Ezcurra - voz
- Antonio Romano - guitarra
- Karlos Cuadrado - bajo
- Claudio Strunz - batería